# Ньява-Ленґа
Нья́ва-Ле́нґа (англ. Niawa Lenga) — одне із 15 вождівств округу Бо Південної провінції Сьєрра-Леоне. Адміністративний центр — село Ненґбема.
Населення округу становить 13955 осіб (2015; 11996 в 2008, 11109 в 2004).

## Адміністративний поділ
У адміністративному відношенні вождівство складається з 4 секцій:
| № | Назва        | Оригінальна назва | Площа, км² | Населення, осіб | Адміністративний центр |
| - | ------------ | ----------------- | ---------- | --------------- | ---------------------- |
| 1 | Баїмба       | Baimba            | -          | -               | -                      |
| 2 | Верхня Ньява | Upper Niawa       | -          | -               | -                      |
| 3 | Нижня Ньява  | Lower Niawa       | -          | -               | Ненґбема               |
| 4 | Яленґа       | Yalenga           | -          | -               | -                      |